# Кирилл (Койеракис)
Митрополи́т Кири́лл (греч. Μητροπολίτης Κύριλλος, в миру Константи́нос Койера́кис, греч. Κωνσταντίνος Κογεράκης; род. 2 июля 1964, Кумаса, Крит) — епископ Константинопольской православной церкви, митрополит Родосский (с 2004), ипертим и экзарх Кикладских островов.

## Биография
Родился 2 июля 1964 года в селении Кумаса области Монофатси (ныне в составе дима Гортина) нома Ираклион в семье Иоанниса и Зумбульи Коеракисов.
Начальное и среднее образование получил в Ираклионе на Крите. Окончил в богословский институт Афинского университета. Затем проходил аспирантуру по литургике на богословском факультете Фессалоникийского университета, защитив диссертацию «Τα λειτουργικά στοιχεία στα έργα του Μεγάλου Βασιλείου».
На стипендию фонда «Pro Oriente» изучал римо-католическое богословие на богословском факультете Университета имени Карла и Франца в Граце, в Австрии.
17 февраля 1991 года в монастыре Ангарафу игуменом обители Геннадием (Ставрулакисом) был пострижен в монашество с именем Кирилл. 23 февраля того же года архиепископом Критским Тимофеем (Папуцакисом) был хиротонисан во иеродиакона.
С 1991 по 1995 год служил архидиаконом при митрополите Австрийском Михаиле (Стаикосе).
16 августа 1995 года состоялась его хиротония во иеромонаха и возведение в достоинство архимандрита. С этого времени до 2000 года служил проповедником Критской архиепископии.
С 1996 по 2000 год также служил директором радиовещательной службы архиепископии.
В 2000 году был определён протосинкеллом Критской архиепископии.
20 апреля 2004 года решением Священного синода Константинопольского патриархата был избран митрополитом Родосским.
25 апреля того же года в ставропигиальном Валуклинском монастыре Живоносного источника хиротонисан во епископа Родосского с возведением в достоинство митрополита. Хиротонию совершили: патриарх Константинопольский Варфоломей, митрополит Никейский Иоанн (Ринне), митрополит Феодоропольский Герман (Афанасиадис), митрополит Австрийский Михаил (Стаикос), митрополит Принкипонисский Иаков (Софрониадис), митрополит Рефимнский Анфим (Сирианос), митрополита Оулуский Пантелеимон (Сархо) и митрополит Аркалохорийский Андрей (Нанакис). 5 июня того же года последовало его настолование.
Возглавив Родосскую митрополию, занялся вопросами социального обеспечения и помощи нуждающимся. Он также занялся укреплением монастырей на Родосе и возрождением тех из них, в которых долгое время не было братии.